# 아페람
아페람(Aperam)은 룩셈부르크의 철강회사이다.